# Итапеби
Итапеби (порт. Itapebi)  —  муниципалитет в Бразилии, входит в штат Баия. Составная часть мезорегиона Юг штата Баия. Входит в экономико-статистический микрорегион Ильеус-Итабуна. Население составляет 11 161 человек на 2006 год. Занимает площадь 972,036 км². Плотность населения — 11,5 чел./км².

## Статистика
- Валовой внутренний продукт на 2003 год составляет 54 205 340,00 реалов (данные: Бразильский институт географии и статистики).
- Валовой внутренний продукт на душу населения на 2003 год составляет 4863,65 реалов (данные: Бразильский институт географии и статистики).
- Индекс развития человеческого потенциала на 2000 год составляет 0,636 (данные: Программа развития ООН).